# Burdż Arab
Burdż Arab (arab. برج عرب) – miejscowość w Syrii, w muhafazie Hims. W 2004 roku liczyła 1434 mieszkańców.